# Rohr, Bas-Rhin
Rohr là một xã thuộc tỉnh Bas-Rhin trong vùng Grand Est đông bắc Pháp.